# Lijst van voetbalinterlands Maleisië - Vietnam
Deze lijst van voetbalinterlands is een overzicht van alle officiële voetbalwedstrijden tussen de nationale teams van Maleisië en Vietnam. De landen hebben tot op heden 24 keer tegen elkaar gespeeld. De eerste ontmoeting, een wedstrijd tijdens de Zuidoost-Aziatische Spelen 1991, werd gespeeld in Manilla (Filipijnen) op 30 november 1991. Het laatste duel, een kwalificatiewedstrijd voor de Azië Cup 2027, vond plaats op 10 juni 2025 in Kuala Lumpur.

## Wedstrijden
| №  | Plaats       | Datum             | Competitie                      | Wedstrijd          | Uitslag |
| -- | ------------ | ----------------- | ------------------------------- | ------------------ | ------- |
| 1  | Manilla      | 30 november 1991  | Zuidoost-Aziatische Spelen 1991 | Vietnam − Maleisië | 1 − 2   |
| 2  | Chiang Mai   | 4 december 1995   | Zuidoost-Aziatische Spelen 1995 | Vietnam − Maleisië | 2 − 0   |
| 3  | Jakarta      | 6 oktober 1997    | Zuidoost-Aziatische Spelen 1997 | Vietnam − Maleisië | 0 − 1   |
| 4  | Hanoi        | 30 augustus 1998  | Zuidoost-Azië Cup 1998          | Vietnam − Maleisië | 1 − 0   |
| 5  | Songkhla     | 5 november 2000   | Zuidoost-Azië Cup 2000          | Vietnam − Maleisië | 0 − 0   |
| 6  | Bangkok      | 18 november 2000  | Zuidoost-Azië Cup 2000          | Vietnam − Maleisië | 0 − 3   |
| 7  | Jakarta      | 29 december 2002  | Zuidoost-Azië Cup 2002          | Vietnam − Maleisië | 2 − 1   |
| 8  | Phuket       | 8 december 2008   | Zuidoost-Azië Cup 2008          | Maleisië − Vietnam | 2 − 3   |
| 9  | Kuala Lumpur | 15 december 2010  | Zuidoost-Azië Cup 2010          | Maleisië − Vietnam | 2 − 0   |
| 10 | Hanoi        | 18 december 2010  | Zuidoost-Azië Cup 2010          | Vietnam − Maleisië | 0 − 0   |
| 11 | Kuala Lumpur | 21 september 2012 | Vriendschappelijk               | Maleisië − Vietnam | 0 − 2   |
| 12 | Hanoi        | 3 november 2012   | Vriendschappelijk               | Vietnam − Maleisië | 1 − 0   |
| 13 | Hanoi        | 16 november 2014  | Vriendschappelijk               | Vietnam − Maleisië | 3 − 1   |
| 14 | Shah Alam    | 7 december 2014   | Zuidoost-Azië Cup 2014          | Maleisië − Vietnam | 1 − 2   |
| 15 | Hanoi        | 11 december 2014  | Zuidoost-Azië Cup 2014          | Vietnam − Maleisië | 2 − 4   |
| 16 | Yangon       | 23 november 2016  | Zuidoost-Azië Cup 2016          | Maleisië − Vietnam | 0 − 1   |
| 17 | Hanoi        | 16 november 2018  | Zuidoost-Azië Cup 2018          | Vietnam − Maleisië | 2 − 0   |
| 18 | Kuala Lumpur | 11 december 2018  | Zuidoost-Azië Cup 2018          | Maleisië − Vietnam | 2 − 2   |
| 19 | Hanoi        | 15 december 2018  | Zuidoost-Azië Cup 2018          | Vietnam − Maleisië | 1 − 0   |
| 20 | Hanoi        | 10 oktober 2019   | WK 2022 kwalificatie            | Vietnam − Maleisië | 1 − 0   |
| 21 | Dubai        | 11 juni 2021      | WK 2022 kwalificatie            | Maleisië − Vietnam | 1 − 2   |
| 22 | Singapore    | 12 december 2021  | Zuidoost-Azië Cup 2020          | Vietnam − Maleisië | 3 − 0   |
| 23 | Hanoi        | 27 december 2022  | Zuidoost-Azië Cup 2022          | Vietnam − Maleisië | 3 − 0   |
| 24 | Kuala Lumpur | 10 juni 2025      | Azië Cup 2027 kwalificatie      | Maleisië − Vietnam | 4 − 0   |

## Samenvatting
| Competitie                 | Totaal gespeeld | Winst Maleisië | Gelijk | Winst Vietnam | Doelsaldo Maleisië – Vietnam |
| -------------------------- | --------------- | -------------- | ------ | ------------- | ---------------------------- |
| WK-kwalificatie            | 2               | 0              | 0      | 2             | 1 − 3                        |
| Azië Cup-kwalificatie      | 1               | 1              | 0      | 0             | 4 − 0                        |
| Zuidoost-Azië Cup          | 15              | 3              | 3      | 9             | 15 − 22                      |
| Zuidoost-Aziatische Spelen | 3               | 2              | 0      | 1             | 3 − 3                        |
| Vriendschappelijk          | 3               | 0              | 0      | 3             | 1 − 6                        |
| Totaal                     | 24              | 6              | 3      | 15            | 24 − 34                      |

FAM · 
A-internationals · 
Maleisisch vrouwenelftal
Afghanistan ·
Algerije ·
Australië ·
Bahrein ·
Bangladesh ·
Bhutan ·
Bosnië en Herzegovina ·
Brazilië ·
Brunei ·
Cambodja ·
Canada ·
China ·
Engeland ·
Fiji ·
Filipijnen ·
Finland ·
Ghana ·
Hongkong ·
India ·
Indonesië ·
Irak ·
Iran ·
Israël ·
Jamaica ·
Japan ·
Jemen ·
Jordanië ·
Kaapverdië ·
Kenia ·
Kirgizië ·
Koeweit ·
Laos ·
Lesotho ·
Libanon ·
Liberia ·
Libië ·
Liechtenstein ·
Macau ·
Malediven ·
Marokko ·
Mongolië ·
Myanmar ·
Nepal ·
Nieuw-Zeeland ·
Noord-Korea ·
Oezbekistan ·
Oman ·
Oost-Timor ·
Pakistan ·
Palestina ·
Papoea-Nieuw-Guinea ·
Qatar ·
Saoedi-Arabië ·
Salomonseilanden ·
Senegal ·
Singapore ·
Sri Lanka ·
Syrië ·
Tadzjikistan ·
Taiwan ·
Thailand ·
Turkije ·
Turkmenistan ·
Uruguay ·
Verenigde Arabische Emiraten ·
Vietnam ·
Zuid-Korea ·
Zuid-Vietnam ·
Zweden
VFF · 
A-internationals · 
Vietnamees vrouwenelftal
1991 – 1999 ·
2000 – 2009 ·
2010 – 2019 ·
2020 − 2029
Afghanistan ·
Albanië ·
Australië ·
Bahrein · 
Bangladesh · 
Bosnië en Herzegovina · 
Cambodja · 
China · 
Curaçao ·
Estland · 
Filipijnen · 
Guam · 
Guinee ·
Hongkong · 
India · 
Indonesië · 
Irak ·
Iran · 
Jamaica · 
Japan ·
Jemen · 
Jordanië ·
Kazachstan · 
Kirgizië ·
Koeweit · 
Laos · 
Libanon · 
Macau · 
Malediven · 
Maleisië · 
Mongolië · 
Mozambique ·
Myanmar · 
Nepal · 
Noord-Korea ·
Oezbekistan · 
Oman · 
Palestina ·
Qatar ·
Rusland ·
Saoedi-Arabië · 
Singapore · 
Sri Lanka · 
Syrië · 
Tadzjikistan · 
Taiwan · 
Thailand · 
Turkmenistan · 
Verenigde Arabische Emiraten · 
Zimbabwe · 
Zuid-Korea